# Tártaros
Os tártaros (em tártaro: Tatarlar, no alfabeto cirílico: Татарлар) são um grupo étnico turcomano estimado em 10 milhões de pessoas no fim do século XX.
A Rússia é o lar da maior parte dos tártaros, com uma população de cerca de 5,5 milhões de pessoas; Turquia, Uzbequistão, Cazaquistão, Ucrânia, Tadjiquistão, Quirguistão, Turcomenistão e Azerbaijão também têm populações de tártaros superiores a 30 mil pessoas.
Os tártaros habitavam originalmente o nordeste do deserto de Gobi, no século V, e, após dominarem, durante o século IX, os citanos, migraram para o sul. No século XIII foram conquistados pelo Império Mongol, liderado por Gêngis Cã. Durante o reinado do neto de Gêngis Cã, Batu Cã, deslocaram-se para o oeste, em direção às planícies da Rússia, levando consigo muitos dos ramos que deram origem aos turcomanos uralo-altaicos.

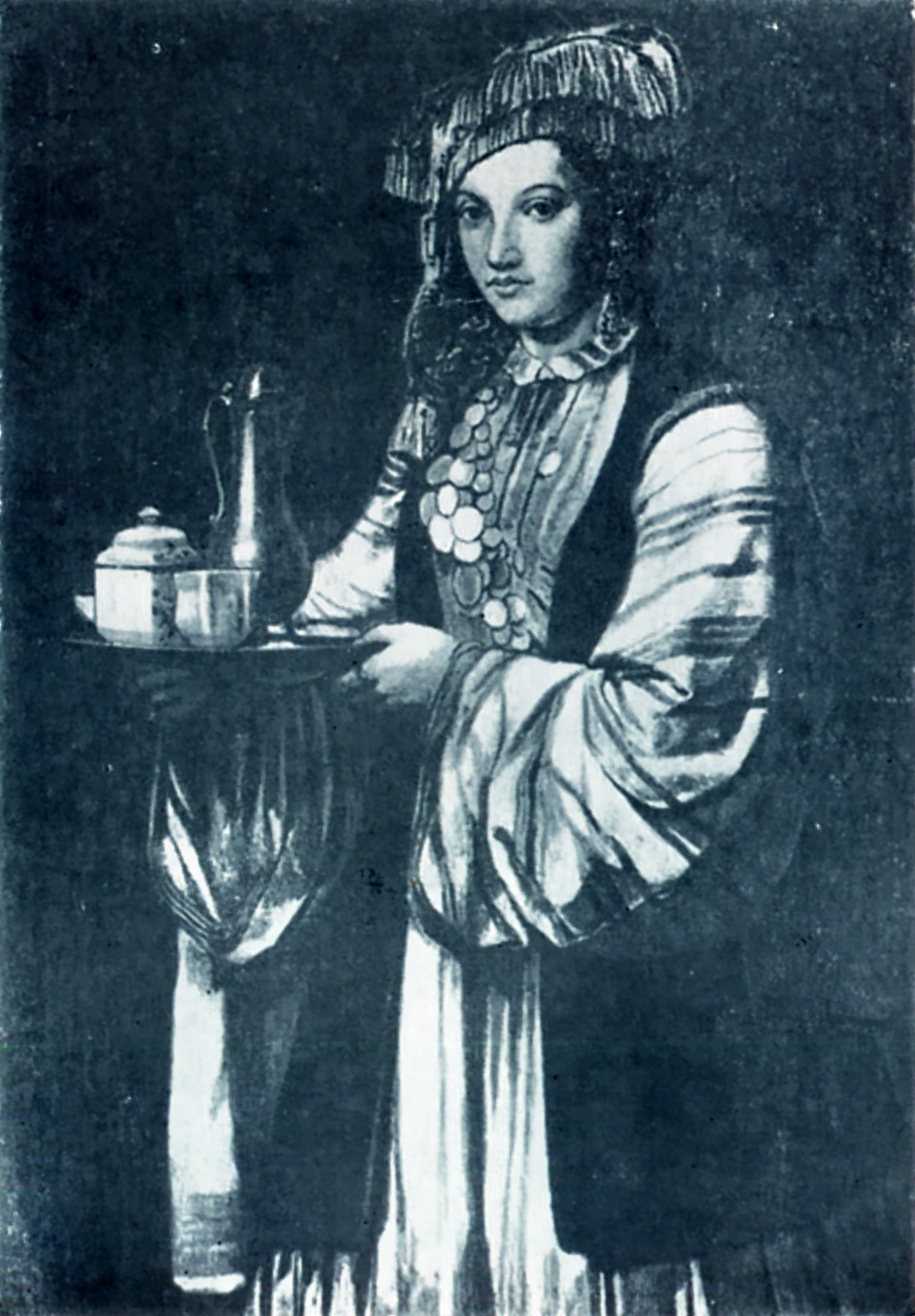
Mulher tártara do século XVIII

Na Europa, foram assimilados por populações locais e seu nome gradualmente foi adotado pelos povos conquistados: quipchaques, quimaques e outros; o mesmo ocorreu com povos que falavam idiomas fino-úgricos e que foram dominados, bem como os últimos habitantes das antigas colônias gregas na Crimeia e povos caucasianos que habitavam o Cáucaso.
Os tártaros siberianos são sobreviventes da população turcomana que habitava a região Uralo-Altaica, misturados até certo ponto com os falantes das línguas urálicas e mongólicas. Mais tarde, cada um destes grupos adotou línguas turcomanas e muitos adotaram o Islã. Os três descendentes étnicos da migração para o oeste realizada originalmente do século XIII são os tártaros do Volga, os tártaros de Lipka e os tártaros da Crimeia.
Os tártaros abrangem um grande espectro de aparências físicas, que vai do mongoloide ao caucasoide ou uma mistura de ambos, e muitos aparentam ter origem asiática.[carece de fontes?]
Os tártaros são uma das 56 etnias oficialmente reconhecidas pela República Popular da China.

## Etimologia

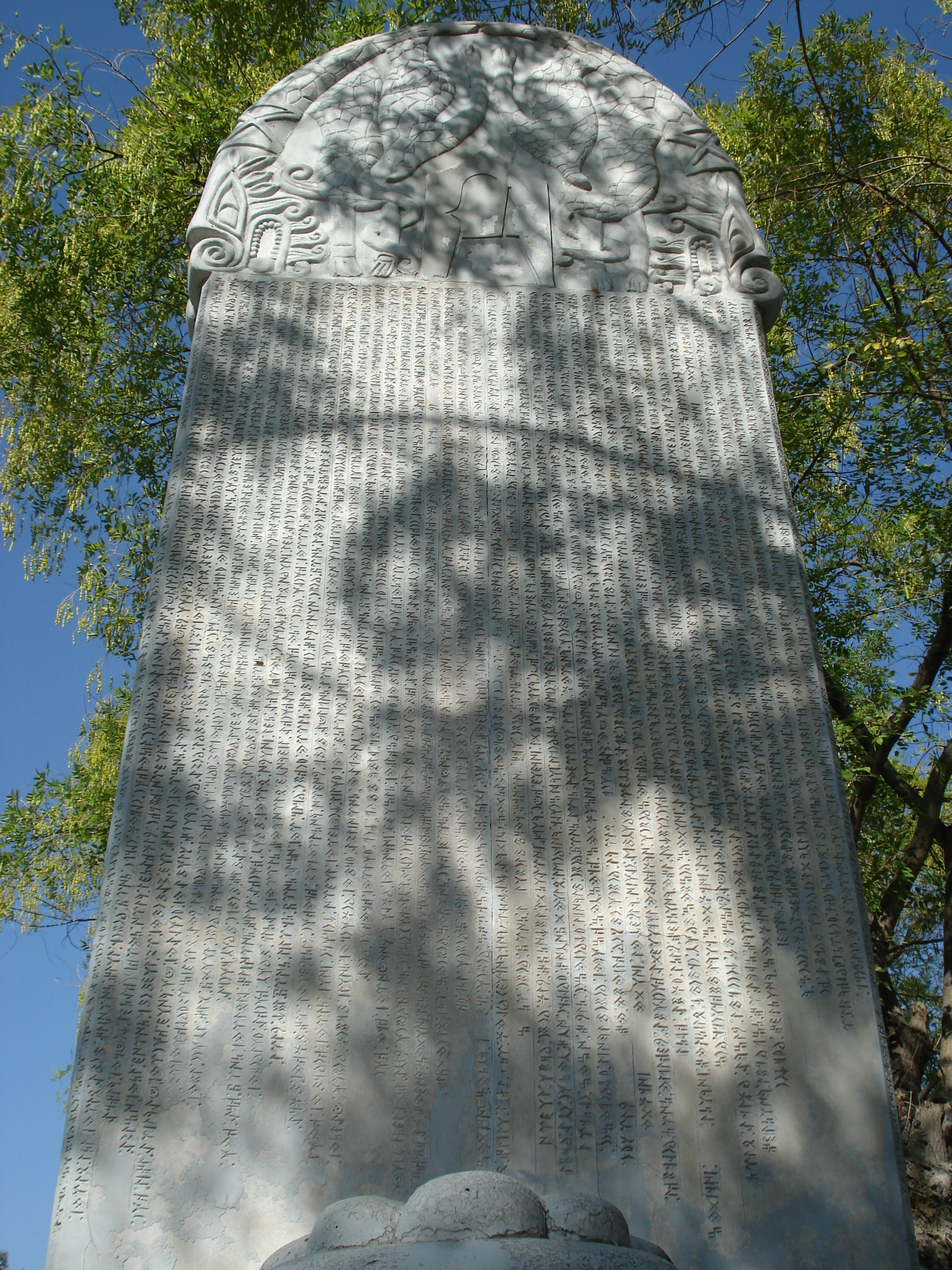
Inscrições de Orcom em turco antigo

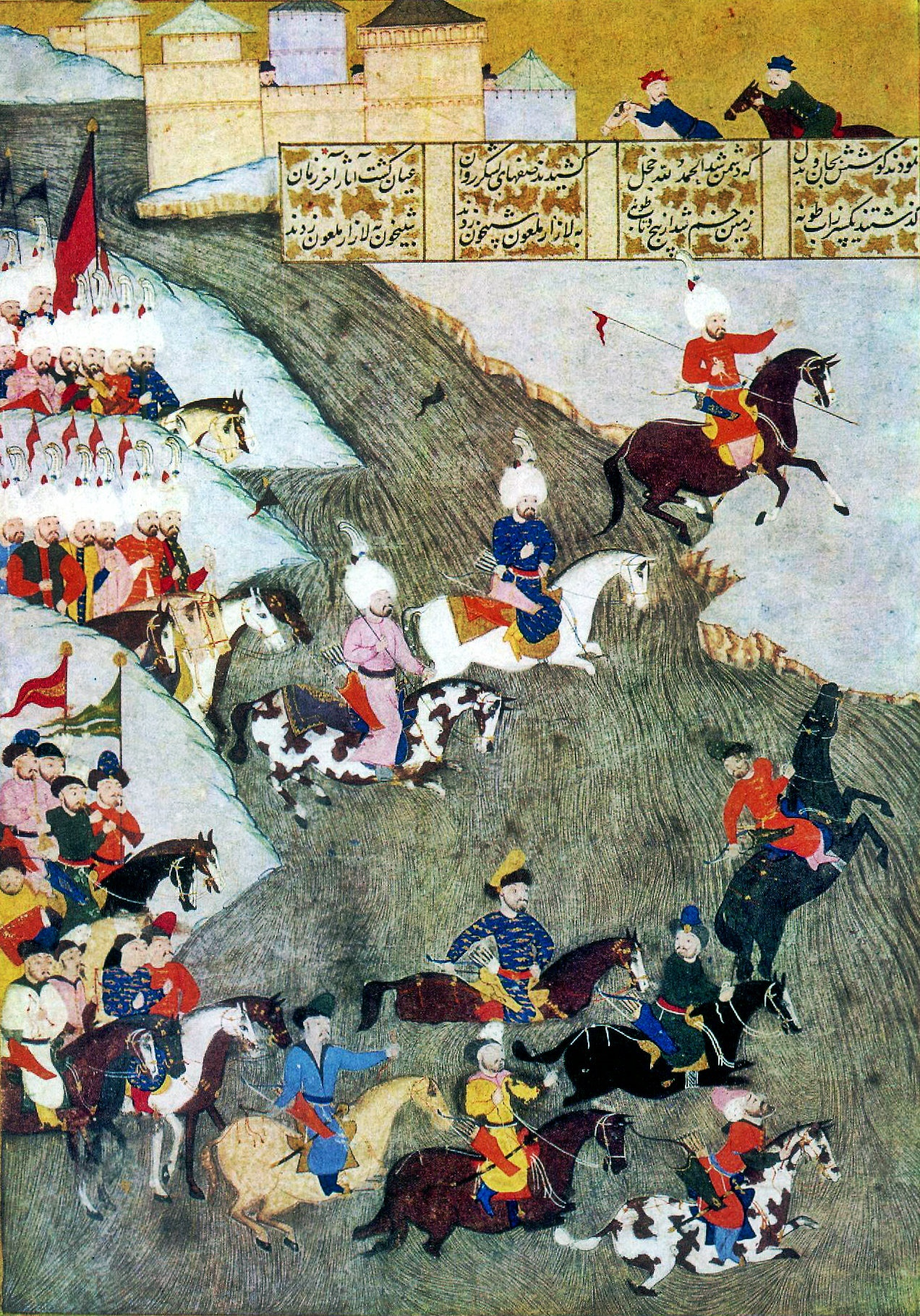
Miniatura otomana da campanha de Szigetvár mostrando as tropas otomanas e os tártaros da Crimeia na vanguarda

Tártaro tornou-se um nome para populações da antiga Horda Dourada na Europa, como as dos antigos canatos de Cazã, da Crimeia, de Astracã, de Cacim e da Sibéria. A forma tártaro tem origem no latim ou no francês, chegando às línguas da Europa Ocidental a partir do turco e da língua persa ( tātār , "mensageiro montado"). Desde o início, o r extra esteve presente nas formas ocidentais e de acordo com o Oxford English Dictionary isso provavelmente se deveu a uma associação com o deus Tártaro.  
A palavra persa foi registada pela primeira vez no século XIII em referência às hordas de Gêngis Cã e é de origem desconhecida; de acordo com o Oxford English Dictionary, "diz-se que é" em última análise, derivado de tata . A palavra árabe para tártaros é تتار . Os próprios tártaros escreveram o seu nome como تاتار  ouطاطار.
Ochir (2016) afirma que os tártaros siberianos e os tártaros que vivem nos territórios entre a Ásia e a Europa são de origem turca, adquiriram a denominação tártaro posteriormente, e não possuem ligação ancestral com os Nove Tártaros Mongólicos, cuja etnogénese envolveu povos mongólicos, bem como Turcos mongolizados que os governaram durante os séculos VI a VIII.  No entanto, testes genéticos (Y-DNA) de Tom Tatars mostram que pelo menos alguns grupos de tártaros siberianos têm origem dos mongóis.  Pow (2019) propõe que os povos de língua turca da Cumânia, como sinal de lealdade política, adotaram o endónimo tártaro dos seus conquistadores mongóis, antes de finalmente submeterem estes últimos à cultural e língua. 
Todos os povos turcos que viviam dentro do Império Russo foram nomeados tártaros (como exónimo russo). Algumas dessas populações ainda usam o tártaro como autodesignação, outras não. 
- Grupos Quipechaque
  - Ramo quipechaque-búlgaro ou " tártaro " no sentido estrito
    - Tártaros do Volga
      - Tártaros de Astracã

    - Tártaros de Lipka

  - Filial quipechaque-cumano
    - Tártaros da Crimeia
      - Tártaros Dobrujanos

    - Carachais e Bálcaros : tártaros da montanha
    - Cumiques : Tártaros do Daguestão
    - Caraítas da Crimeia : Tártaros Caraítas da Crimeia / Tártaros Caraítas
    - Krymchaks : Tártaros Krymchak da Crimeia / Tártaros Krymchak

  - Filial quipechaque–nogai:
    - Nogais : Tártaros Nogai
    - Tártaros Siberianos
- Ramo siberiano :
  - Altaicos : Tártaros de Altai, incluindo os Tártaros Tubalar ou Chernevo [41]
  - Chulyms ou Tártaros Chulym
  - Khakas : Tártaros Ienissei (também Tártaros Abakan ou Tártaros Achin ), ainda usam a designação tártara
  - Shors : Tártaros de Kuznetsk
- Filial Oguz
  - Azeris : Tártaros do Cáucaso (também Tártaros da Transcaucásia ou Tártaros do Azerbaijão )

O termo originalmente não é apenas um exónimo, já que os cumanos da Horda Dourada se autodenominavam tártaros.  É também um endónimo de vários povos da Sibéria e do Extremo Oriente Russo, nomeadamente o povo Khakas (тадар, tadar). 

## Línguas

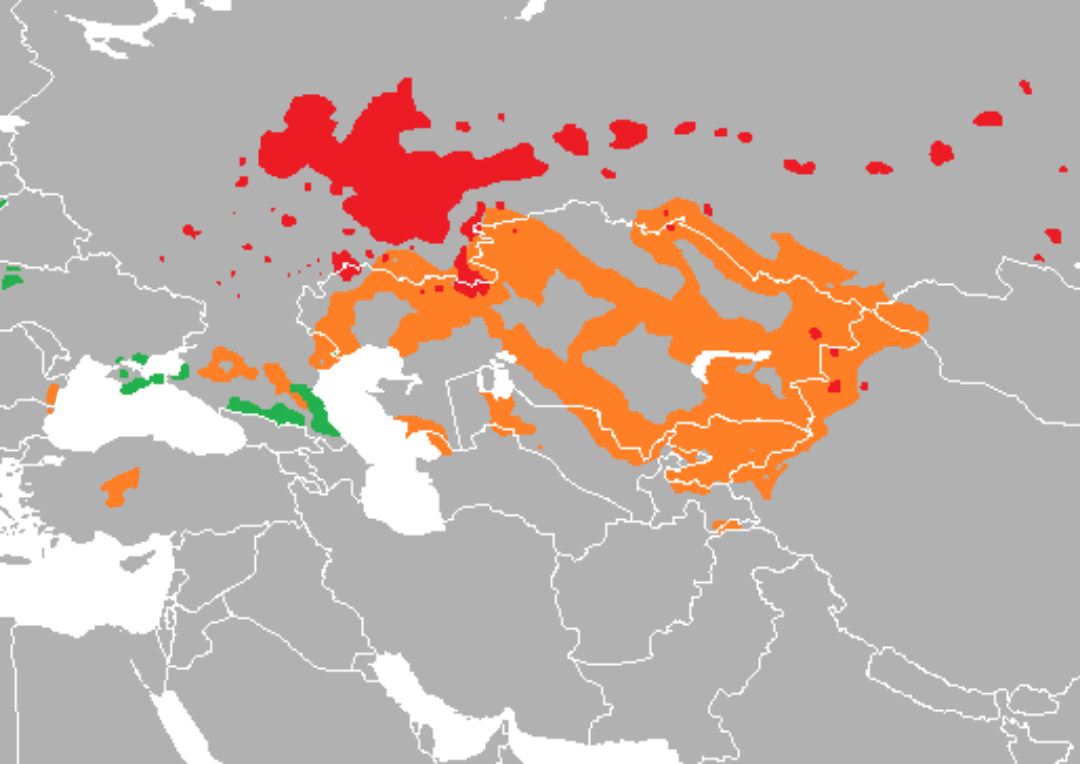
Distribuição contemporânea das Línguas quipechacas : Quipechaque-Volga-Ural Quipechaque–Cumano Quipechaque – Nogai e Quirguistão – Quipechaque

O estudioso caracânida do século XI, Mamude Alcasgari, observou que os tártaros históricos eram bilíngues, falando outras línguas turcas além da sua.
A língua tártara moderna, juntamente com a Língua basquir, forma o grupo Quipechaque-Volga-Ural dentro das línguas quipechacas (também conhecidas como turco do noroeste).
Existem dois dialetos tártaros – Central e Ocidental. O dialeto ocidental (Mixer) é falado principalmente pelos mixaress, o dialeto Central é falado pelos tártaros de Cazã e Astracã. Ambos os dialetos têm subdialetos. O tártaro central fornece a base do tártaro literário.
A língua tártara siberiana é independente do tártaro Volga-Ural. Os dialetos são um tanto diferentes do tártaro padrão e entre si, muitas vezes impedindo a compreensão mútua. A afirmação de que o tártaro siberiano faz parte da língua tártara moderna é normalmente apoiada por linguistas em Cazã e denunciada pelos tártaros siberianos.[carece de fontes?]
O tártaro da Crimeia é a língua indígena dos tártaros da Crimeia. Por causa do seu nome comum, o tártaro da Crimeia é às vezes visto erroneamente na Rússia como um dialeto do tártaro de Cazã. Embora essas línguas estejam relacionadas (já que ambas são turcas), as línguas quipechacas mais próximas do tártaro da Crimeia são (como mencionado acima) o cumique e o carachaio-bálcara, e não o tártaro de Cazã. Ainda assim, existe uma opinião (E. R. Tenishev), segundo a qual a língua tártara de Cazã está incluída no mesmo grupo quipechaque-cumano que o tártaro da Crimeia. 